# Věra Tichánková
Věra Tichánková (7. prosince 1920 Žarnovická Huta – 9. ledna 2014 Praha) byla česká herečka, manželka herce a dramatika Jana Skopečka.

## Život
V mládí se zajímala o chemii, kterou také začala studovat na Vysoké škole chemicko-technologické. Toto své studium ale nedokončila, neboť nacisté za protektorátu zavřeli všechny vysoké školy. Začala tedy se studiem herectví na Pražské konzervatoři, nicméně ani toto studium nedokončila, protože za nacistické okupace byla aktivní v protinacistickém odboji, pomáhala získávat potravinové lístky pro osoby v ilegalitě. Tehdy byla zatčena a dva roky byla nacisty vězněna nejprve v Terezíně, později v Drážďanech, kde přežila velký spojenecký nálet v noci z 13. na 14. února 1945. Odtud ji nacisté přemístili do Lipska.
Hrát divadlo začala již ve svých 20 letech. V době druhé světové války se stala herečkou Horáckého divadla, které tehdy sídlilo v Třebíči. Zde se také seznámila se svým manželem, tehdejším kolegou hercem Janem Skopečkem. S ním pak v roce 1948 přešla do Prahy do nově vzniklého Městského oblastního divadla na Žižkově, které hrálo v žižkovské Akropoli. Uměleckým vedoucím byl Jan Strejček, soubor dále tvořili např. Theodor Pištěk, Josef Kemr, Soběslav Sejk a další. Se Strejčkovým souborem pak přešla v prosinci 1949 do libeňského sálu „U Deutschů“, kde působili pod názvem Městské oblastní divadlo v Libni, které bylo v roce 1951 přejmenované na Divadlo S. K. Neumanna (dnešní Divadlo pod Palmovkou).
V českém filmu působila od roku 1958, kdy se poprvé objevila ve snímku Touha režiséra Vojtěcha Jasného. V televizním seriálu Byli jednou dva písaři režiséra Jána Roháče si zahrála roli Heřmanky (služebné na statku) po boku Jiřího Sováka, Miroslava Horníčka a Kláry Jernekové.
V roce 2002 jí byla udělena Cena Thálie za celoživotní mistrovství a přínos žánru.

## Televize
- 1965 Kůzlátka otevřete... (inscenace detektivní hry) – role: sousedka Kotková
- 1971 Zázrak v Oužlebičkách (komedie) - role: hospodyně
- 1973 Byli jednou dva písaři (seriál) – role: Heřmanka
- 1988 Chlapci a chlapi (seriál) - role: paní Tichá vedoucí
- 1997 Hospoda (seriál) - role: důchodkyně Jirásková

## Rozhlas
- 1990 – Michail Bulgakov: Psí srdce, rozhlasový seriál, režie: Pavel Linhart.